# Венцислав Мутафчийски
Венцислав Методиев Мутафчийски е български военен лекар хирург, професор от Военномедицинска академия (ВМА), генерал-майор от Военномедицинската служба, началник на ВМА, главен лекар на въоръжените сили на Република България и ръководител на Националния оперативен щаб за борба с коронавируса в България.

## Биография
Роден е на 20 август 1964 г. в Дупница. През 1990 г. завършва медицина в Медицинския университет в София. От 1989 г. е офицер в българската армия. От 1991 г. до 1993 г. началник на медицинската служба към поделение IV километър − Генерален Щаб. През 1996 г. завършва „обща хирургия“. Между 1997 и 2002 г. е асистент в Клиниката по съдова хирургия на ВМА (КСХ-ВМА). От 2000 до 2003 г. е старши асистент в Клиниката по обща хирургия (КОХ-ВМА). От 2003 до 2008 г. е главен асистент в Клиниката по жлъчно-чернодробна и панкреатична хирургия на ВМА. През 2005 г. специализира „Военна хирургия“ и същата година става докторант. Защитава дисертация на тема „Взривна травма – обща характеристика, диагностичен и лечебен алгоритъм“ през 2011 г. От 2012 г. е доцент в професионално направление Медицина във ВМА. През 2014 г. става началник на катедрата по хирургия във ВМА и защитава дисертация на тема „Съвременна концепция за отворения корем“ за научната степен доктор на медицинските науки. Същата година става заместник-началник на академията. От 2015 г. е професор по хирургия.
От 2017 г. е временно изпълняващ длъжността началник на Военномедицинска академия. На 7 февруари 2018 г. с указ на президента на Република България и със заповед № КВ-65/12 февруари 2018 г. на министъра на отбраната е назначен за началник на ВМА и главен лекар на въоръжените сили на Република България. С Указ № 96 от 30 април 2019 г. на Президента на България е удостоен с висше офицерско звание генерал-майор, считано от 6 май 2019 г. На 24 февруари 2020 г. е назначен за ръководител на Националния оперативен щаб за борба с коронавируса в България.
На 9 септември 2024 г. „за неговите големи заслуги за развитието на науката и практиката в сферата на военната медицина и здравеопазването“ е награден с орден „За военна заслуга“ 1-ва степен.

## Семейство
Мутафчийски е семеен – съпругата му Елена е психиатър и имат двама синове близнаци – Марк и Александър (родени 1994 г.). Двамата са завършили във Великобритания: Марк – икономика, а Александър – право.
През 2021 г. се ражда първородният му внук Виктор.

## Военни звания
- Лейтенант (1989)
- Бригаден генерал (7 февруари 2018)
- Генерал-майор (6 май 2019)

## Награди
- Орден „За военна заслуга“ – I степен (2024)